# 화성의 포드케인
《화성의 포드케인》(영어: Podkayne of Mars)은 로버트 A. 하인라인의 1962년 장편 SF소설이다. 화성에 사는 소녀 포드케인과 그 남동생 클라크의 지구여행기를 다룬 청소년 대상의 작품이다. 대한민국에는 불새에서 안태민 번역으로 출간되었다.